# Тест отношения к приёму пищи
Тест отноше́ния к приёму пи́щи (англ. Eating Attitudes Test; ЕАТ) — тест, разработанный Институтом психиатрии Кларка университета Торонто в 1979 году.
Первоначально шкала предназначалась для скрининга нервной анорексии и состояла из 40 вопросов. В 1982 году разработчики модифицировали её и создали шкалу ЕАТ-26, состоящую из 26 вопросов. Шкала ЕАТ-26 показала высокую степень корреляции с первоначальным вариантом. Впоследствии шкала ЕАТ-26 стала широко применяться при скрининге как нервной анорексии, так и нервной булимии.
Переведённый и адаптированный на несколько языков ЕАТ-26 является в настоящее время самым распространённым инструментом исследований расстройств пищевого поведения. Однако исследования по EAT-26 также показали, что обследуемые, отвечая на вопросы теста в присутствии других людей и находясь в клинических условиях, дают ответы, отличные от тех, которые они же давали, отвечая на тест, высланный по почте. Разница в ответах была связана со стремлением обследуемых угодить общественным ожиданиям.
Тест ЕАТ-26 защищен авторским правом, однако на официальном сайте «EAT-26 Self-Test» имеется свободный доступ для использования теста, и за разрешение на его использование не взимается роялти.

## Методика применения
Тест ЕАТ-26 состоит из 26 основных и 5 дополнительных вопросов. Отвечая на 26 основных вопросов шкалы, обследуемый отмечает степень выраженности различных симптомов по шкале Ликерта, выбирая один из следующих ответов: «никогда», «редко», «иногда», «довольно часто», «как правило» или «всегда». При ответе на 5 дополнительных вопросов обследуемый выбирает один из двух вариантов ответа — «да» или «нет». Перед началом процедуры обследуемого необходимо ознакомить с методикой работы со шкалой. Шкала заполняется самим обследуемым, и в её заполнении специалист не участвует. По результатам ответов на все 26 основных вопросов определяется суммарный балл.

## Подсчёт баллов и оценка результатов
Все вопросы теста, за исключением 26-го, оцениваются следующим образом: «всегда» — 3; «как правило» — 2; «довольно часто» — 1; «иногда» — 0; «редко» — 0; «никогда» — 0. 26-й вопрос оценивается следующим образом: «всегда» — 0; «как правило» — 0; «довольно часто» — 0; «иногда» — 1; «редко» — 2; «никогда» — 3.
Если суммарный балл шкалы превышает значение 20, есть высокая вероятность расстройства пищевого поведения. Тем не менее тест ЕАТ-26 не является самостоятельным диагностическим инструментом, а используется для скрининга и предварительной оценки.